# Junction City (Arkansas)
Junction City es una ciudad en el condado de Union, Arkansas, Estados Unidos. Para el censo de 2000 la población era de 721 habitantes. Es la ciudad gemela de Junction City (Luisiana).

## Geografía
Junction City se localiza a 33°1′9″N 92°43′22″O / 33.01917, -92.72278. De acuerdo a la Oficina del Censo de los Estados Unidos, la ciudad tiene un área total de 2,9 km², de los cuales el 100% es tierra.

## Demografía
Según el censo de 2000, había 721 personas, 251 hogares y 186 familias en la ciudad. La densidad de población era 248,6 hab/km². Había 288 viviendas para una densidad promedio de 97,5 por kilómetro cuadrado. De la población el 55,20% eran blancos, el 43,00% afroamericanos, el 0,55% amerindios, el 0,14% asiáticos y el 1,11% mestizos. El 0,69% de la población eran hispanos o latinos de cualquier raza.
Se contaron 251 hogares, de los cuales el 34,3% tenían niños menores de 18 años, el 53,4% eran parejas casadas viviendo juntos, el 15,5% tenían una mujer como cabeza del hogar sin marido presente y el 25,5% eran hogares no familiares. El 23,1% de los hogares estaban formados por un solo miembro y el 13,5% tenían a un mayor de 65 años viviendo solo. La cantidad de miembros promedio por hogar era de 2,71 y el tamaño promedio de familia era de 3,17 miembros.
En la ciudad la población estaba distribuida en: 29,1% menores de 18 años, 9,0% entre 18 y 24, 22,3% entre 25 y 44, 21,4% entre 45 y 64 y 18,2% tenían 65 o más años. La edad media fue 36 años. Por cada 100 mujeres había 102,5 varones. Por cada 100 mujeres mayores de 18 años había 92,1 varones.
El ingreso medio para un hogar en la ciudad fue de $27.981 y el ingreso medio para una familia $29.107. Los hombres tuvieron un ingreso promedio de $30.000 contra $15.313 de las mujeres. El ingreso per cápita de la ciudad fue de $11.803. Cerca de 24,1% de las familias y 31,7% de la población estaban por debajo de la línea de pobreza, 40,5% de los cuales eran menores de 18 años y 26,4% mayores de 65.